# Fagus crenata
Fagus crenata är en bokväxtart som beskrevs av Carl Ludwig von Blume. Fagus crenata ingår i släktet bokar och familjen bokväxter. Inga underarter finns listade.
Arten förekommer i Japan på södra Hokkaido och på landets andra stora öar samt på några mindre japanska öar.
För beståndet är inga hot kända. IUCN listar Fagus crenata som livskraftig (LC).

## Bildgalleri

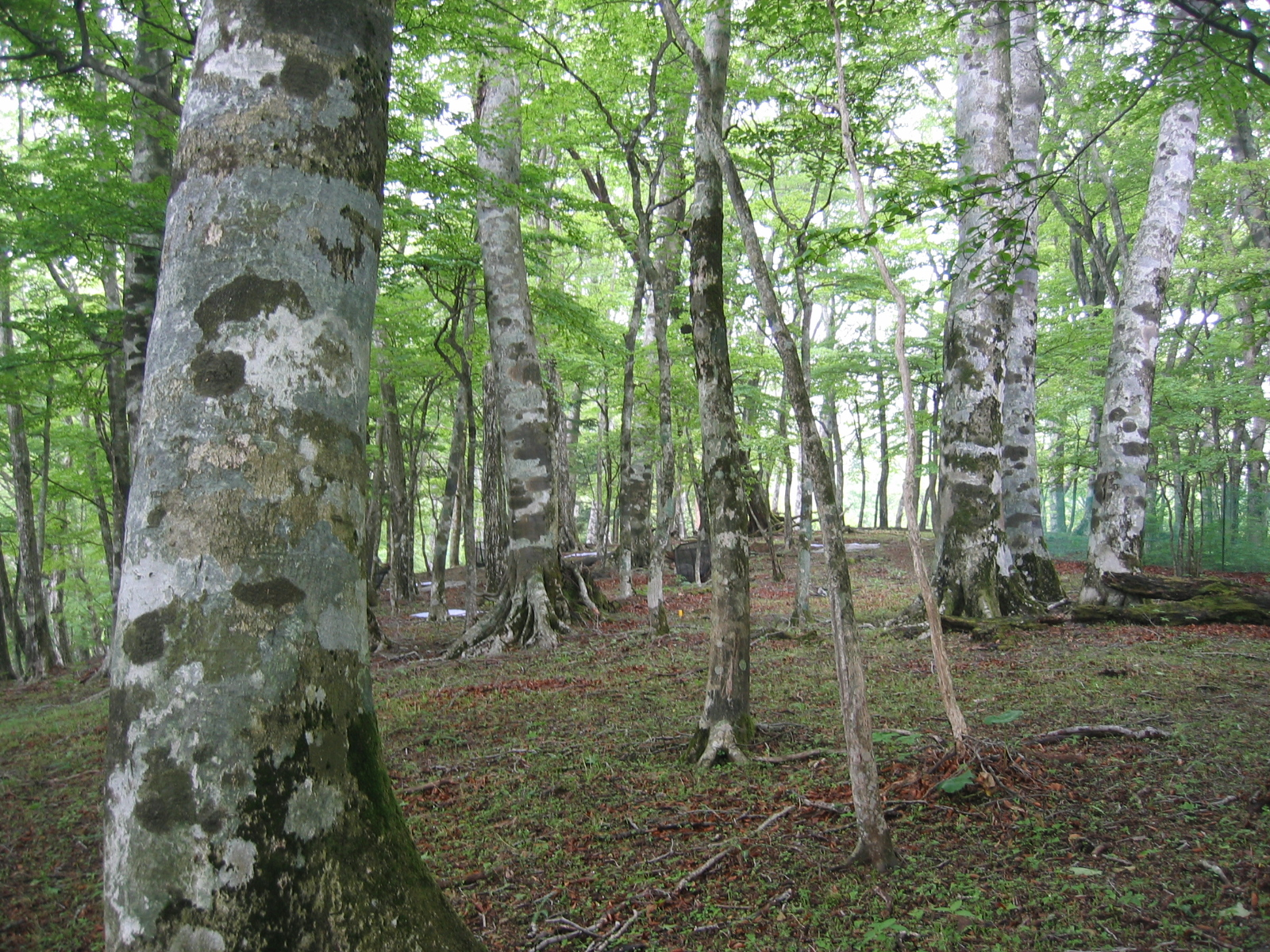
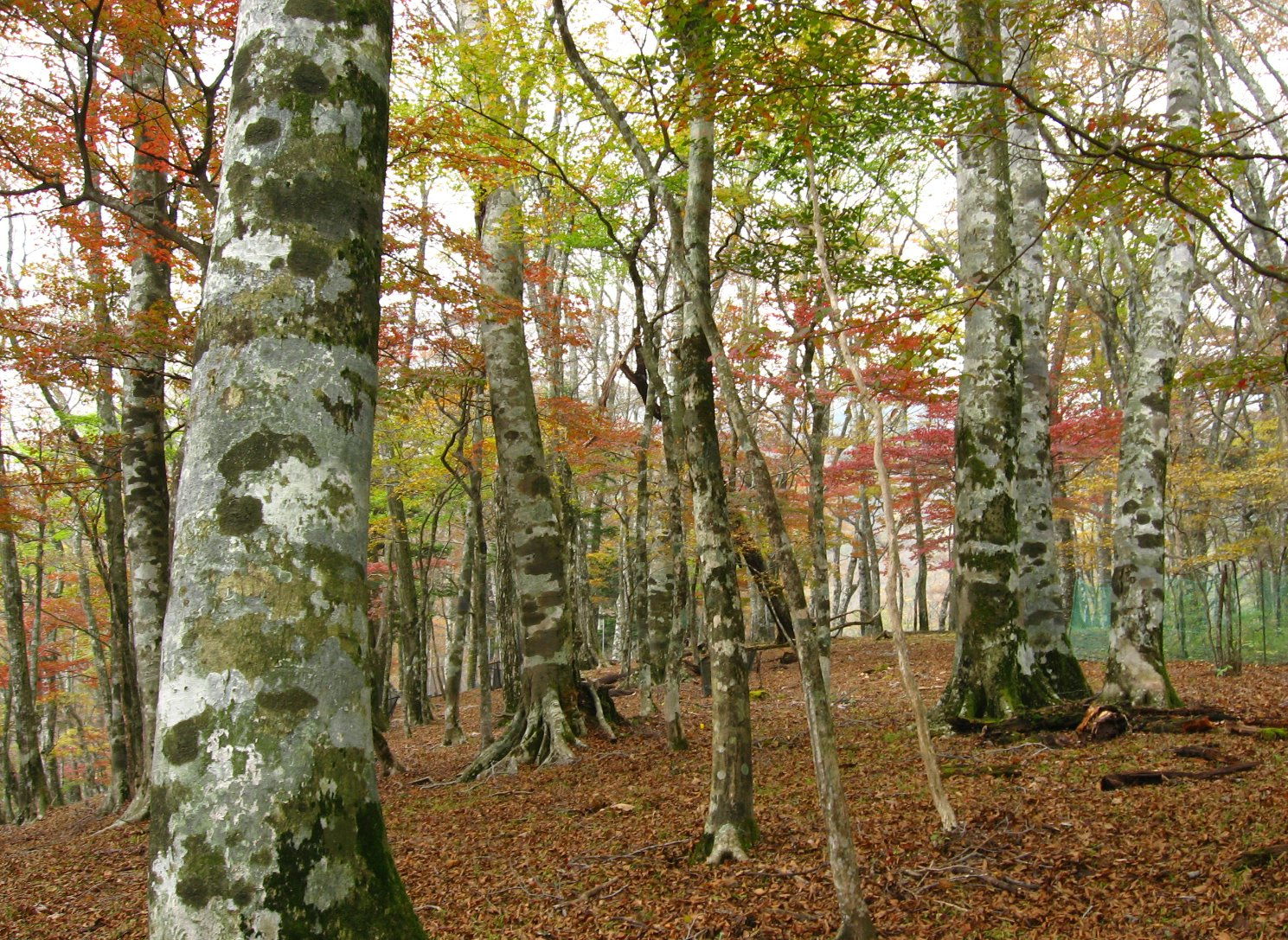
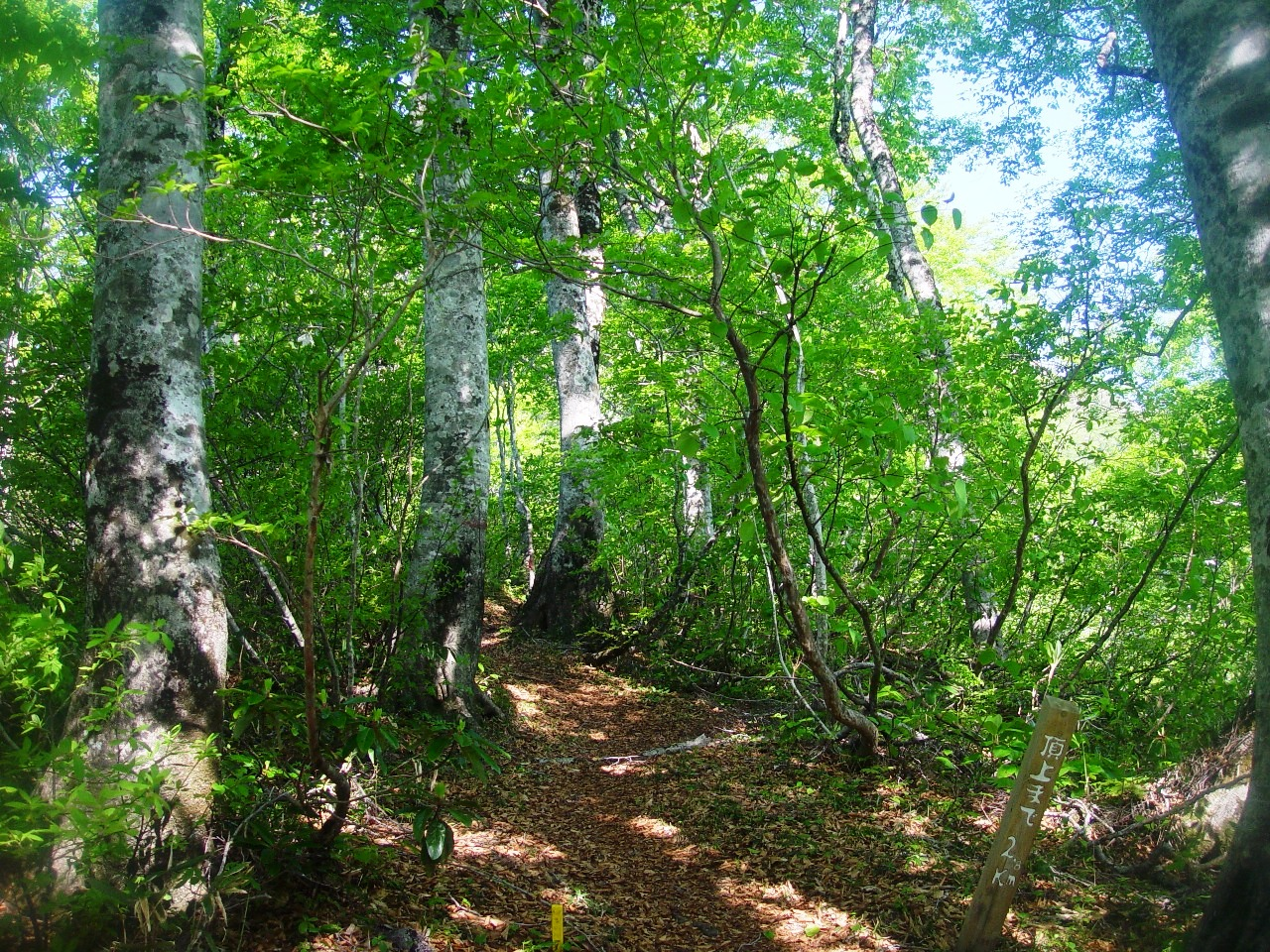
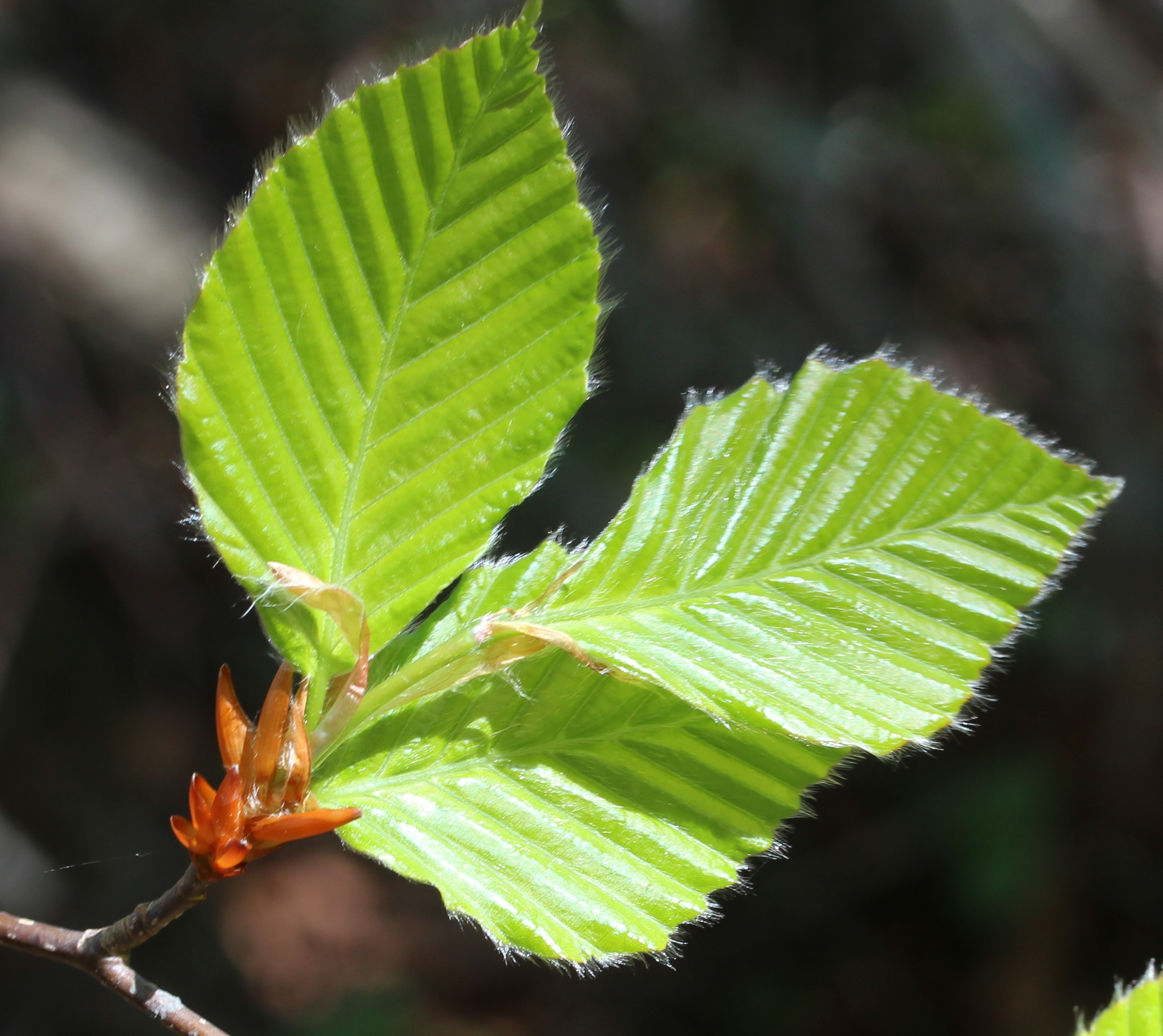
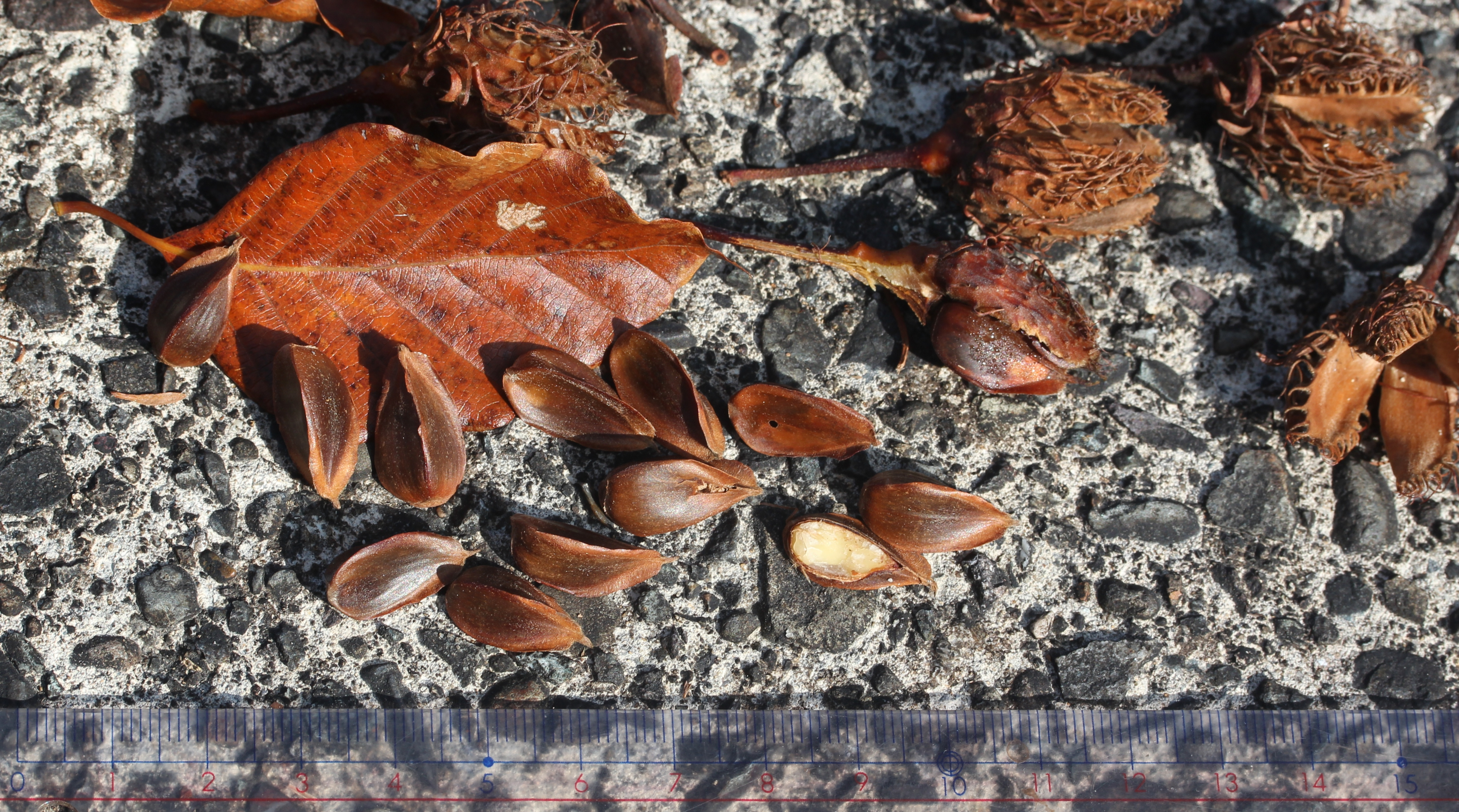
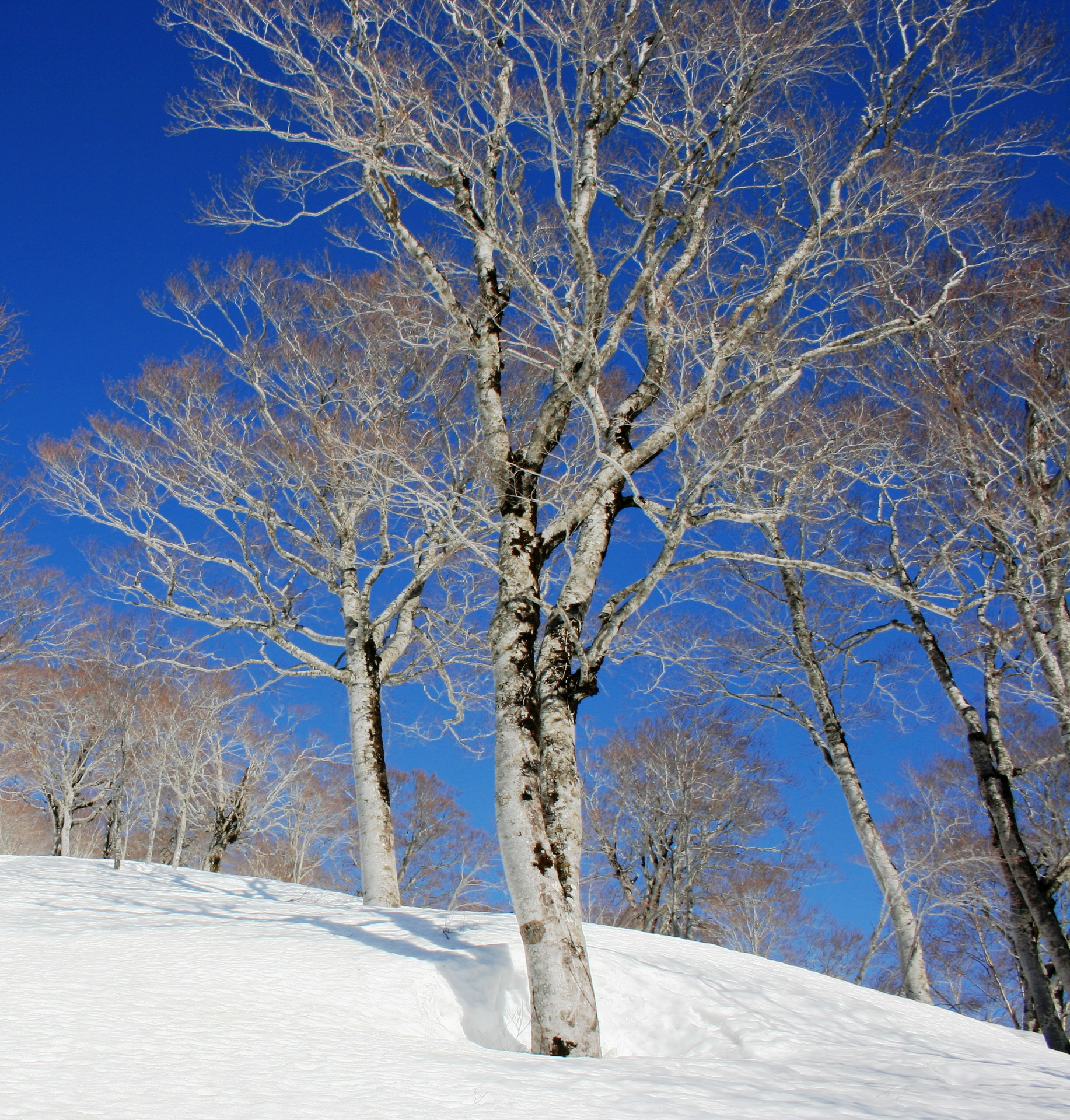